# نو واي أوت (2012)
مهرجان «لا مجال للهروب 2012» من المهرجانات الشهرية لدبليو دبليو أي. وقد تضمنت عدة مباريات رائعة وقد كانت يوم 17/6/2012 .
برودس كلاي ضد دايفيد اوتنغا
انتهت المباراة بفوز برودس كلاي على اوتنغا بعد هروب هذا الأخير من الحلبة في المباراة الاستعدادية قبل بداية العرض الرسمي
شيموس ضد دولف زيغلر
حصل دولف زيغلر على فرصة التنافس على بطولة العالم للوزن الثقيل بسبب اصابة البرتو ديل ريو. كانت مباراة متوسطة فاز فيها شيموس.
كريستيان ضد كودي رودز
حافظ كريستيان ببطولة القارات في مباراة تثبت ان كريستيان عائد بقوة.
ريكاردو رودريغيز ضد سانتينو ماريلا
كانت مباراة مملة جدا ومضحكة فاز فيها المصارع الإيطالي
مواجهة رباعية بين الفرق الزوجية
بريمو وابيكو ضد الاخوين اوسو ضد تيتوس اونيل ودارين يونغ ضد جاستن غابرييل وتايسون كيد
الفائز تيتوس اونيل ودارين يونغ
تريبل اتش يتحدث عن مواجهة بروك ليسنر ويقول ان رغم كونه يملك وظيفة ادارية في دبليو دبليو أي الا انه يظل مقاتلا ومحاربا ووتسائل إذا ما كان لاسنر كما يقول هو “مقاتل” وإذا ما كان شجاعا في قبول تحديه في سمر سلام وأضاف:” انا اتحدى بروك لاسنر في مواجهة بسمر سلام”.
ليلى تفوز على بيث فونيكس
سين كارا يفوز على اونيكو
سي ام بونك ضد كين ضد دانيال برايان
استطاع بطل WWE ان يهزم خصميه كين ودانيل براين ويحافظ على لقبه بعد مواجهة نارية جمعت الثلاثي في أحد أهم مواجهات NO WAY OUT.
و بدأت المواجهة بمحاولة كلا من سي ام بونك ودانيل براين التخلص من الخطر الأكبر وهو كين قبل ان يتبادل الاثنان اللكمات وسط حماسة كبيرة من الجماهير ليدخل بعدها كين ويسيسطر كعادته على اللقاء، اللحظة الفارقة جائت عندما سقطت “أي جي” التي تلعب دور صديقة كين هذه الايام على الأرض لتشتت انتباه الماكينة الحمراء وذلك بعد ان دفعه بونك إلى الحبال مكان وقوف أي جي التي تسللت إلى جانب الحلبة ولم يرها أحد.
بعدها يستغل بونك ما حدث ويقوم بحركته Go to sleep ليحافظ على لقبه ويتجه كين مباشرة إلى أي جي ويحملها بين يديه ويذهب إلى غرف الملابس تاركا سي ام بونك يحتفل بلقبه.
رايباك يفوز على مصارعين مغمورين كالمعتاد
بيغ شو ضد جون سينا في القفص الفولاذي
في المواجهة المرتقبة بين جون سينا وبيغ شو داخل القفص الحديدي استطاع جون سينا تخطي عقبة العملاق بيغ شو وذلك بمساعدة برودوس كلاي وكوفي كنغستون اللذان تعرضا للضرب من العملاق شو في عروض راو سابقا.
اللقاء كان متوازنا بل ان بيغ شو كان مسيطرا في فترات كثيرة منه الا ان اللحظة الحاسمة جاءت بعد ان اخطأ بيغ شو في القفز من الحبل الثالث ليبتعد سينا عنه ويبدأ مرحلة الزحف إلى خارج القفص وليدخل لارونايتس ويضرب الحكم ليدخل فينس ماكمان ويضرب لارونايتس الذي يرد بدوره على رئيس WWE.
ليشهد اللقاء مجموعة من اللقطات القريبة من النهاية قبل ان يقرر بيغ شو بأنه انتصر ليدخل نجوم WWE حاصره برودوس كلاي بالكرسي خارج القفص وحاول زاك رايدر واليكس رايلي وسانيتنو موريلا ابعاده عن القفص ليستطيع التخلص منهم ولكنه فشل في في التخلص من كوفي كنغستون الذي استطاع اسقاط العملاق ارضا ليستغل سينا ذلك ويقوم بحركته “اتيتيود ادجستمنت” وينهي اللقاء بعدها بالصعود إلى القمة والنزول إلى خارج الحلبة ليحاول لارونايتس بعدها ضرب سينا ولكنه يفشل في ذلك ويسمع كلمتي فينس ماكمان الشهيرتين ” You’re Fired” (أنت مطرود) قبل ان ينهي جون سينا المواجهة بالقيام بحركته “اتيتيود ادجستمنت” على الطاولة.

## وصلات خارجية
- نو واي أوت على موقع IMDb (الإنجليزية)
- نو واي أوت على موقع قاعدة بيانات الفيلم (الإنجليزية)
- نو واي أوت على موقع كينوبويسك (الروسية)